# P/2015 Q2 (Pimentel)
P/2015 Q2 (Pimentel) — одна з короткоперіодичних комет сім'ї Юпітера. Ця комета була відкрита 24 серпня 2015 року; вона мала 18.8m на час відкриття. Комета відкрита за допомогою 0.45-м рефлектора зі світосилою f/2.9 + ПЗЗ обсерваторії SONEAR в Олівейрі; спостерігачі: C. Jacques, E. Pimentel, J. Barros; обмірник: C. Jacques. Спостереження 31 серпня 2015 показали, що об'єкт є кометою з неправильною комою 5" в діаметрі і хвостом бл. 10" з позиційним кутом PA 315.